# Corpo sanitario dell'Esercito Italiano
Il Corpo sanitario dell'Esercito Italiano è l'organismo che costituisce la sanità militare e la veterinaria dell'Esercito Italiano. Nato nel 1833 sotto il Regno di Sardegna, nel 1998 ha inglobato anche il disciolto Corpo di Veterinaria, con cui peraltro aveva già avuto vita in comune nel passato.

## Storia

### Corpo di sanità
Il Corpo della Sanità militare si costituisce il 4 giugno 1833 quando il re del Regno di Sardegna Carlo Alberto riordinò il preesistente Servizio sanitario militare dell'Armata Sarda. Tuttavia, la denominazione Corpo di Sanità militare arrivò soltanto nel 1845, quando la struttura si ordinò su di un ruolo medici ed un ruolo farmacisti.
Il Corpo di Sanità nel regno d'Italia seguì quindi tutte le vicende belliche in cui fu coinvolto il Regio esercito, fino a quando il 4 maggio 1940 fu rinominato Servizio di Sanità militare. Vent'anni prima, il 17 ottobre 1920, aveva ricevuto il labaro come insegna simbolo del Corpo.
Nel 1981 il Servizio di Sanità militare dell'Esercito italiano cambiò nuovamente nome in Corpo di Sanità militare.
Nel 1997, in seguito al riordino della struttura logistica dell'Esercito Italiano, venne sciolto il Comando del Corpo di Sanità (20 aprile), con il personale del Corpo che passò alle dipendenze del capo del Dipartimento di sanità e veterinaria, successivamente diviso in Dipartimento di sanità e Dipartimento di veterinaria, entrambi alle dipendenze dirette del comandante logistico dell'Esercito.
Il 1º gennaio 1998 il personale dei due dipartimenti costituì il nuovo Corpo sanitario dell'Esercito in attuazione del decreto legislativo 30 dicembre 1997, n. 490..

### Il Corpo veterinario
Il Corpo veterinario venne istituito il 27 giugno 1861, dopo che tutti i veterinari militari degli eserciti preunitari italiani vennero riuniti in un unico corpo, inizialmente posto alle dipendenze del Corpo di Sanità, con cui condivise tutte le esperienze di guerra dell'esercito italiano, anche in tempi in cui la trazione animale era molto diffusa.
Il 9 maggio 1940 venne rinominato Servizio veterinario militare del Regio Esercito, che nel tempo, con la riduzione della componente animale all'interno dell'Esercito, diminuisce d'importanza, senza che tuttavia gli venne preclusa la consegna della Bandiera di guerra, ricevuta nel 1969. 

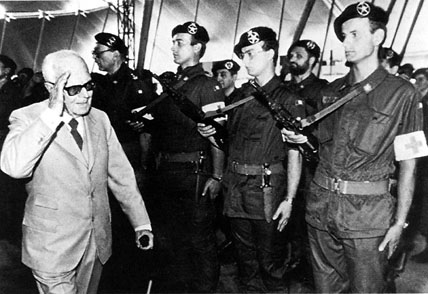
Il presidente Pertini passa in rassegna un reparto di sanità militare in Libano nel 1983

Come accadde per il Corpo sanitario, anche il Comando del Corpo veterinario (tornato a questo nome verso il 1980) venne sciolto il 20 aprile 1997 e posto agli ordini del capo del Dipartimento di sanità e veterinaria.

#### Associazione della Croce Azzurra destinato alla cura degli equini convalescenti del R. esercito
Con Decreto Luogotenenziale n° 1035 del 1º luglio 1915 e Circolare n° 507 G.M. del 2 luglio 1915, l'"Associazione della Croce Azzurra destinata alla cura degli equini convalescenti del R. esercito", costituita con Atto Notarile del Notar Evaristo Gentili il 28 maggio 1915, che aveva come Motto: "Quadrupedante putrem sonitu quatit ungula campum", viene elevata ad Ente Morale e, limitatamente al tempo di guerra, il personale degli stabilimenti effettivamente impiantati dall'Associazione è assimilati ai rispettivi gradi militari:
- Presidente dell'Associazione = Maggiore
- Delegati dell'Associazione = Capitano
- Ispettori di Stabilimenti = Capitano
- Direttori di Stabilimenti = Tenente
- Veterinario Capo = Tenente
- Veterinario Assistente = Sottotenente
- Maniscalco = Sergente
- Capo Scuderia = Caporale
- Personale di governo = Soldato

divenendo un Corpo Ausiliario del Regio Esercito.
I gradi militari, ai sensi del Decreto Luogotenenziale n° 1888 del 12 dicembre 1918, sono cambiati con i seguenti:
- Presidente dell'Associazione = Tenente colonnello
- Vice Presidente dell'Associazione = Maggiore
- Ispettore degli Stabilimenti = Maggiore
- Segretario Generale dell'Associazione = Capitano
- Delegato dell'Associazione = Capitano
- Direttore di Stabilimento = Tenente
- Veterinario Capo = Tenente
- Veterinario Assistente = Sottotenente
- Maniscalco = Sergente
- Capo Scuderia = Caporale
- Personale di governo = Soldato

### Il corpo oggi
Il 1º gennaio 1998 il personale dei due dipartimenti costituì il nuovo Corpo sanitario dell'Esercito.
Nel 2006 con l'istituzione del Comando logistico dell'Esercito il Corpo è passato al Dipartimento di Sanità e Veterinaria. Nel 2014 si è costituito il Comando Sanità e Veterinaria, con alle dipendenze il Reparto sanità e il Reparto Veterinaria.
Nel 2016 con la riorganizzazione del COMFOTER e la costituzione del COMFOTER Supporto, quattro reparti di sanità sono passati alle dipendenze del Comando Supporti Logistici.

## Le unità

Logo del policlinico militare del Celio

Le Unità del Comando sanitario del Comando logistico dell'Esercito sono inserite nella catena operativa e distribuite sul territorio. Esse vanno dal policlinico militare "S.Ten. MOVM Attilio Friggeri" meglio noto come "Celio" di Roma (attualmente alle dirette dipendenze del COMLOG), agli ospedali militari distribuiti lungo la Penisola, fino ai 4 Dipartimenti Militari di Medicina Legale (Roma, Padova, Messina e Cagliari) e la Commissione Medica Interforze di II Istanza.
Infine i quattro Reparti di Sanità (Torino, Milano, Bolzano, Napoli) alle dipendenze però del Comando supporti logistici, hanno il compito di erogare il supporto sanitario in operazioni, con l’enucleazione di complessi sanitari campali schierabili in diverse articolazioni.
- Dipartimento di sanità
  - Policlinico militare "S.Ten. MOVM Attilio Friggeri" del Celio di Roma
  - Centro Ospedaliero Militare (dal 2018, precedentemente Dipartimento militare di medicina legale), Milano
  - Centro studi e ricerche della sanità e veterinaria dell'Esercito
- Dipartimento di veterinaria
  - Centro militare veterinario di Grosseto
  - Ospedale veterinario militare di Montelibretti
- Centro militare di medicina legale di Padova
- Scuola militare di sanità e veterinaria presso la Cecchignola a Roma.

## Comando
Dal marzo 2024 il capo del corpo è il Tenente Generale Carlo Catalano.
Capo dipartimento sanità
Il capo del dipartimento di sanità, e vice comandante del Corpo, fornisce al comandante del Comando logistico dell'Esercito consulenza sui problemi di carattere sanitario ed inoltre aggiorna la situazione dei materiali in servizio. 
Capo dipartimento veterinaria
Il capo del dipartimento di veterinaria fornisce al Comandante del Comando logistico dell'Esercito consulenza sui problemi di carattere veterinario ed inoltre aggiorna la situazione

### Comandanti
- Maggior Generale Francesco Tontoli (ottobre 2010 - dicembre 2015)
- Maggior Generale Mario Alberto Germani (dicembre 2015 - marzo 2018)
- Tenente Generale Antonio Battistini (marzo 2018 - marzo 2021)
- Maggior Generale Massimo Barozzi (marzo 2021 - luglio 2024)
- Maggior Generale Michele Tirico (luglio 2024 - in carica)

## Distintivi di specialità
Dal 2010 vengono introdotti i distintivi omerali di specialità, ritraenti uno scudetto bianco bordato di colore rosso, sovrastato da un tricolore ricamato a mezzaluna riportante la scritta in colore nero ITALIA; al centro, leggermente tendente verso il basso, una croce rossa ricamata in campo bianco, è posta subito sotto la dicitura della specialità, con ricamo di colore rosso.
Il personale sanitario non laureato del Corpo sanitario dell'Esercito, rivestente l'incarico di operatore logistico della sanità, operatore socio-sanitario o di soccorritore militare, si fregia di un analogo stemma sul quale non viene riportata alcuna specialità medica.
Tali distintivi vengono applicati esclusivamente sull'Uniforme da Combattimento e Servizio, sul braccio sinistro, in sostituzione del Distintivo di Nazionalità; non ne è previsto pertanto altro uso su altre tipologie di uniforme.

Distintivo da braccio per ufficiale medico
Distintivo da braccio per ufficiale odontoiatra
Distintivo da braccio per Ufficiale chimico-farmacista
Distintivo da braccio per Ufficiale psicologo
Distintivo da braccio per Ufficiale veterinario
Distintivo da braccio per infermiere
Distintivo da braccio per Soccorritore militare

## Mostreggiature

### In uso
Gli appartenenti al Corpo sanitario dell'Esercito indossano fiamme ad una punta amaranto per la sanità, celeste per i veterinari.
Le mostreggiature sono sottopannate con i colori tipici delle unità presso cui il personale del Corpo presta servizio (verde per gli Alpini, bianco e rosso per la Brigata meccanizzata "Sassari" ecc.). Dal 2009 le insegne del personale medico sono state differenziate fra medici, odontoiatri, farmacisti e psicologi, con l'aggiunta sulle pipe di piccole insegne d'oro costituite dal bastone di Esculapio, dal simbolo dei farmacisti e da una lettera "psi" greca (Ψ).
Le mostreggiature non riportanti alcun simbolo, identificano il personale di truppa ed i sottufficiali appartenenti alla Sanità militare ed al Corpo militare volontario della Croce Rossa Italiana. Delle stesse si devono fregiare anche i sottufficiali infermieri in possesso di laurea di I e II livello in infermieristica.
Analoga versione anche per l'uniforme da combattimento vegetata, per la quale viene annesso alle stellette, il simbolo che identifica il personale medico. Tali mostreggiature vengono indossate per identificare il personale medico anche laddove non sia possibile l'utilizzo di emblemi sanitari internazionali come la croce rossa su sfondo bianco o la mezzaluna rossa su sfondo bianco. In taluni teatri operativi, l'uso di questi segnali distintivi sanitari è tuttora vietato, pertanto il personale medico può essere facilmente identificato ugualmente attraverso le mostreggiature, senza mostrare alcun emblema non riconosciuto a livello internazionale. Gli Ufficiali veterinari non si possono fregiare delle mostreggiature da Ufficiale medico, le quali identificano esclusivamente l'assistenza sanitaria umana.

Personale appartenente alla sanità militare, inclusi i sottufficiali infermieri
Ufficiali medici
Ufficiali chimico-farmacisti
Ufficiali odontoiatri
Ufficiali psicologi
Ufficiali veterinari
Personale sanitario della Brigata meccanizzata "Granatieri di Sardegna"
Personale sanitario delle truppe Alpine
Personale sanitario della Brigata Sassari
Personale sanitario delle aviotruppe
Personale sanitario dell'AVES

È previsto fregiarsi dei distintivi di merito sull'uniforme da combattimento di forma rettangolare, alti cm 4;e larghi cm 2, in velcro verde scuro, solo per il personale medico. Al loro interno, centrato, è raffigurato il bastone di esculapio, con serpente avvolto e testa rivolta verso l'esterno, per gli ufficiali medici;
Si applicano sulle uniformi di servizio e combattimento, centrato al di sopra delle stellette del bavero della giubba, e con la parte inferiore a circa 5 mm dal bordo superiore della stelletta. Su di essi, non possono essere riportati altri simboli.
Attualmente per il personale sanitario delle categorie appartenenti a Chimico-Farmacisti, Odontoiatri e Psicologi, non è previsto il fregiarsi di tali distintivi sull'uniforme da combattimento, eccezion fatta per gli Ufficiali Odontoiatri, laureati in medicina e chirurgia e specializzati in odontostomatologia, per questi è possibile utilizzare i distintivi da Ufficiale Medico.

Ufficiale medico
Ufficiale medico (versione a bassa visibilità - fuori ordinanza)
Ufficiale chimico-farmacista
Ufficiale odontoiatra
Ufficiale psicologo

### Non più in uso
Altre mostreggiature sono apparse nel tempo sulle uniformi del Corpo sanitario e veterinario dell'Esercito Italiano. La prima versione è la pipa rosso amaranto, prima mostreggiatura del Corpo di Sanità dell'Esercito Italiano, affiancata dalla fiamma ad una punta su rettangolo di panno e dalla fiamma ad una punta con mostrina divisionale. A queste si affiancò, dal 1923, la fiamma nera a due punte sottopannata di color amaranto, sostituita in seguito dalla doppia fiamma nera su rettangolo di panno amaranto, per gli appartenenti al Corpo medico della MVSN, in uso durante la seconda guerra mondiale, i cui reparti furono inseriti nelle grandi unità regolari del Regio Esercito; questi ultimi modelli presentano entrambi una piccola differenza che li contraddistingue dagli altri tipi di mostreggiature: la presenza del Fascio littorio, al posto della classica stella a cinque punte, simbolo delle Forze Armate. Le mostreggiature del bavero per ufficiali, sottufficiali e truppa, hanno dimensioni quali 60 mm di lunghezza, e 32 mm di larghezza.

sanità militare
Sanità Divisionale: Divisione Alpini
Sanità Divisionale: Divisione Savoia
Sanità Divisionale: Divisione Motorizzata e Corazzata
Veterinari Militari
Sanità Divisionale: veterinari Divisione Alpini
Sanità Divisionale: veterinari Divisione Firenze
ufficiali medici della MVSN (1º tipo)
ufficiali medici della MVSN (2º tipo)

## I fregi
I fregi del Corpo sanitario dell'Esercito, diversi per Ufficiali medici chirurghi, veterinari, farmacisti, odontoiatri e psicologi, hanno come insegne caratteristiche la Stella d'Italia a cinque punte, il tondino bianco con la croce, i bastoni caducei, la corona turrita, l'Omicron (Ο) e lo Psi (Ψ) dell'alfabeto greco. Per il personale di truppa ed i non laureati in medicina, invece, l'insegna base è una stella a cinque punte sormontata dalla corona turrita; al centro della stella, in un disco bianco è riportata una croce rossa oppure celeste (per i veterinari); per i medici la stella è più piccola e poggia su due bastoni, mentre i farmacisti non hanno la stella e i bastoni sono incrociati sotto il tondino.
Il personale sanitario in servizio nelle unità paracadutiste indossano il fregio unico delle aviotruppe composto da paracadute, gladio e ali spiegate.
Le insegne per basco sono fatte in metallo argentato opaco poggianti su di un cerchio lucido, mentre per il berretto rigido sono in metallo o tessuto dorato.
Fregi per basco

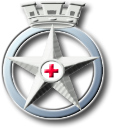
Personale appartenente alla sanità militare, inclusi gli ufficiali e sottufficiali infermieri in possesso di laurea di I e II livello in infermieristica e scienze infermieristiche ed ostetriche.
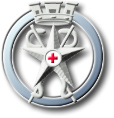
Ufficiali medici
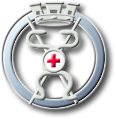
Ufficiali chimico-farmacisti
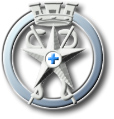
Ufficiali veterinari
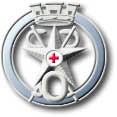
Ufficiali odontoiatri
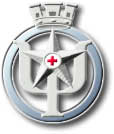
Ufficiali psicologi
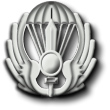
Personale medico, infermieristico e aiutante di sanità delle aviotruppe

Fregi per berretto rigido

Personale appartenente alla sanità militare, inclusi gli ufficiali e sottufficiali infermieri in possesso di laurea di I e II livello in infermieristica e scienze infermieristiche ed ostetriche.
Ufficiali medici
Ufficiali chimico-farmacisti
Ufficiali veterinari
Ufficiali odontoiatri
Ufficiali psicologi
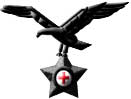
Personale sanitario VFP appartenente alle truppe alpine
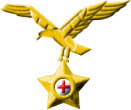
Personale in s.p.e., inclusi i sottufficiali infermieri in possesso di laurea di I livello, appartenenti alle truppe alpine.
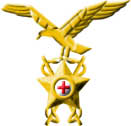
Ufficiali medici delle truppe alpine
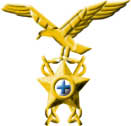
Ufficiali veterinari delle truppe alpine
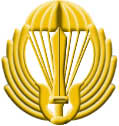
Personale medico, infermieristico e aiutante di sanità delle aviotruppe

## Distintivi di merito per il personale
I distintivi di merito sono dei particolari distintivi conseguiti in seguito alla frequentazione di determinati corsi o mediante la partecipazione ad alcune attività organizzate. Essi sono posti tutti sul taschino destro o, se a nastro, in fondo al medagliere:
 Ufficiali medici chirurghi
 Ufficiali medici veterinari
 Ufficiali chimico farmacisti
 Ufficiali odontoiatri
 Ufficiali psicologi
 Infermieri
 Infermieri veterinari
 Tecnici radiologi
 Odontotecnici

## Onorificenze concesse alla Bandiera di guerra
La Bandiera di guerra del Corpo sanitario dell'Esercito (e predecessori) è custodita presso la Scuola militare di sanità e veterinaria, alla Cecchignola, ed è decorata delle seguenti onorificenze:
 1 Medaglia d'oro al valor militare
 2 Medaglie d'argento al valor militare
 1 Medaglia di bronzo al valor militare
 1 Medaglia d'argento al valore dell'Esercito
 2 Medaglie d'i bronzo al valore dell'Esercito
 1 Croce d'oro al merito dell'Esercito
 1 Croce di bronzo al merito dell'Esercito [Nota: con corona turrita di bronzo!]
 2 Medaglie d'oro al merito della sanità pubblica
 1 Medaglia d'oro di benemerenza per il terremoto calabro-siculo (1908)
 1 Medaglia d'argento di benemerenza per il terremoto calabro-siculo (1908)

### All'ex Corpo veterinario

#### Alla Scuola militare di sanità e veterinaria
La Scuola militare di sanità e veterinaria ha in temporanea consegna la Croce d'argento al merito dell'Esercito concessa dal Ministro della Difesa nel 1977 all'Ospedale militare di Udine: